# (Feels Like) Heaven
(Feels like) Heaven is de enige single waarmee de Schotse band Fiction Factory begin 1984 in Nederland zowel de Nederlandse Top 40, de Nationale Hitparade als de TROS Top 50 haalde. De single is afkomstig van hun debuut studioalbum Throw the warped wheel out uit 1984. Op 31 december 1983 werd het nummer eerst in het Verenigd Koninkrijk en Ierland op single uitgebracht. In januari 1984 volgden Europa, Australië en Nieuw-Zeeland.

## Achtergrond
De single heeft de naam het eerste nummer te zijn, dat de groep heeft geschreven; de naam waaronder het moest verschijnen was nog niet bekend. De single haalde begin 1984 diverse hitlijsten in Europese landen: thuisland het Verenigd Koninkrijk, Zwitserland, Oostenrijk, Italië,  Nederland en België (Vlaanderen) gingen voor de bijl voor deze new wave single. De B-kant was "Everyone but You" op de 7 inch single; op de 12 inch single werd nog "This Is" bijgeperst. In thuisland het Verenigd Koninkrijk bereikte de plaat de 6e positie in zowel de Schotse hitlijst als de UK Singles Chart.
In Nederland werd de plaat op maandag 30 januari 1984 door dj Frits Spits en producer-invaller Tom Blomberg in het populaire radioprogramma De Avondspits verkozen tot de 282e NOS Steunplaat van de week op Hilversum 3 en werd een radiohit in de destijds drie landelijke hitlijsten op de nationale publieke popzender. De plaat bereikte de 12e positie in de Nederlandse Top 40, de 13e positie in de TROS Top 50 en 16e positie in de Nationale Hitparade. In de Europese hitlijst op Hilversum 3, de TROS Europarade, bereikte de single de 19e positie.
In België bereikte de plaat de 10e positie in de voorloper van de Vlaamse Ultratop 50 en de 12e positie in de Vlaamse Radio 2 Top 30. In Wallonië werd géén notering behaald.
In de sinds december 1999 jaarlijks uitgezonden NPO Radio 2 Top 2000 van de Nederlandse publieke radiozender NPO Radio 2 stond de plaat tot nu toe van 1999 t/m 2005 in de lijst der lijsten genoteerd, met als hoogste notering een 1161e positie in 1999.

## Hitnoteringen

### Nederlandse Top 40
| "(Feels Like) Heaven" in de Nederlandse Top 40 binnen 03-03-1984 | "(Feels Like) Heaven" in de Nederlandse Top 40 binnen 03-03-1984 | "(Feels Like) Heaven" in de Nederlandse Top 40 binnen 03-03-1984 | "(Feels Like) Heaven" in de Nederlandse Top 40 binnen 03-03-1984 | "(Feels Like) Heaven" in de Nederlandse Top 40 binnen 03-03-1984 | "(Feels Like) Heaven" in de Nederlandse Top 40 binnen 03-03-1984 | "(Feels Like) Heaven" in de Nederlandse Top 40 binnen 03-03-1984 | "(Feels Like) Heaven" in de Nederlandse Top 40 binnen 03-03-1984 | "(Feels Like) Heaven" in de Nederlandse Top 40 binnen 03-03-1984 |
| Week                                                             | 1                                                                | 2                                                                | 3                                                                | 4                                                                | 5                                                                | 6                                                                | 7                                                                |                                                                  |
| ---------------------------------------------------------------- | ---------------------------------------------------------------- | ---------------------------------------------------------------- | ---------------------------------------------------------------- | ---------------------------------------------------------------- | ---------------------------------------------------------------- | ---------------------------------------------------------------- | ---------------------------------------------------------------- | ---------------------------------------------------------------- |
| Nummer                                                           | 33                                                               | 20                                                               | 16                                                               | 12                                                               | 12                                                               | 20                                                               | 34                                                               | uit                                                              |

### Nationale Hitparade
| "(Feels Like) Heaven" in de Nationale Hitparade binnen: 25-02-1984 | "(Feels Like) Heaven" in de Nationale Hitparade binnen: 25-02-1984 | "(Feels Like) Heaven" in de Nationale Hitparade binnen: 25-02-1984 | "(Feels Like) Heaven" in de Nationale Hitparade binnen: 25-02-1984 | "(Feels Like) Heaven" in de Nationale Hitparade binnen: 25-02-1984 | "(Feels Like) Heaven" in de Nationale Hitparade binnen: 25-02-1984 | "(Feels Like) Heaven" in de Nationale Hitparade binnen: 25-02-1984 | "(Feels Like) Heaven" in de Nationale Hitparade binnen: 25-02-1984 | "(Feels Like) Heaven" in de Nationale Hitparade binnen: 25-02-1984 |
| Week                                                               | 1                                                                  | 2                                                                  | 3                                                                  | 4                                                                  | 5                                                                  | 6                                                                  | 7                                                                  |                                                                    |
| ------------------------------------------------------------------ | ------------------------------------------------------------------ | ------------------------------------------------------------------ | ------------------------------------------------------------------ | ------------------------------------------------------------------ | ------------------------------------------------------------------ | ------------------------------------------------------------------ | ------------------------------------------------------------------ | ------------------------------------------------------------------ |
| Nummer                                                             | 27                                                                 | 22                                                                 | 21                                                                 | 16                                                                 | 24                                                                 | 35                                                                 | 33                                                                 | uit                                                                |

### TROS Top 50
Hitnotering: 16-02-1984 t/m 12-04-1984. Hoogste notering: #13 (2 weken).

### TROS Europarade
Hitnotering: 19-02-1984. Hoogste notering: #19 (1 week).

### NPO Radio 2 Top 2000
| Nummer met noteringen in de NPO Radio 2 Top 2000 | '99  | '00  | '01  | '02  | '03  | '04  | '05  |
| ------------------------------------------------ | ---- | ---- | ---- | ---- | ---- | ---- | ---- |
| (Feels Like) Heaven                              | 1161 | 1255 | 1268 | 1725 | 1609 | 1866 | 1892 |

1. ↑  Een vetgedrukt getal geeft de hoogste notering aan.
2. ↑  Deze tabel is bijgewerkt tot en met de laatste editie (2024).